# Patrick Depailler
Patrick André Eugène Joseph Depailler, född 9 augusti 1944 i Clermont-Ferrand, död 1 augusti 1980 i Hockenheim i Tyskland, var en fransk racerförare.

## Racingkarriär
Patrick Depaillers barndomsidol var 1950-talets franske stjärnförare Jean Behra. Depailler kom att under sitt vuxna liv välja en livsstil liknande Behras, det vill säga att ta dagen som den kommer.   
Depailler gjorde sin debut inom racing under 1960-talet med målet att ta sig till formel 1. Mot slutet av decenniet hade han avancerat till formel 3, en av klasserna under formel 1. Han visade att han hade talang, men i början av 1970-talet verkade hans karriär ha gått i stå. Han verkade inte kunna ta det sista steget till kungaklassen.
Detta förändrades år 1972 då Ken Tyrrell, ägare och grundare av det framgångsrika Tyrrell-stallet, beslöt sig för att låta Depailler köra två Grand Prix i en tredje Tyrrell. Det första loppet var Frankrikes Grand Prix, som lämpligt nog detta år kördes på Circuit de Charade i närheten av Depaillers födelsestad Clermont-Ferrand. Av de 24 förare som startade loppet kvalade Depailler in på 16:e plats. När loppet väl startade tappade han snabbt mark till tätförarna för att i mål hamna på 20:e plats. Men eftersom han bara hade kört 33 av de 38 varven blev han inte klassificerad. När det var dags för USA:s Grand Prix 1972 på Watkins Glen fick Depailler återigen köra Tyrrells tredje bil. Efter att ha kvalat in som elva slutade han på sjunde plats, ett varv efter loppets segrare Jackie Stewart. Depailler hade nu etablerat sig som ett framtidshopp.
Under 1973 var det meningen att Depailler återigen skulle köra en tredje bil för Tyrrell, vilket skulle ske i de två nordamerikanska tävlingarna,  USA:s Grand Prix 1973 och Kanadas Grand Prix 1973. Men efter att Depailler hade skadat sig i en motorcykelolycka togs hans plats över av Chris Amon.
Inför 1974 lyckades Patrick Depailler förhandla till sig en ordinarie sits i Tyrrell-stallet. Detta efter att den trefaldige världsmästaren Jackie Stewart bestämt sig för att dra sig tillbaka, och att Tyrrells framtidshopp Francois Cevert avlidit i en krasch under säsongens sista lopp, USA:s Grand Prix 1973. 
Depailler drog till sig uppmärksamhet under Sveriges Grand Prix 1974, där han tog sin första pole position och noterade snabbaste varv, vilket dittills ingen fransman hade lyckats med. Visserligen blev han bara tvåa i loppet efter stallkamraten Jody Scheckter, men han hade ändå lyckats etablera sig som F1-förare. Depaillers tog under sin första F1-säsong 14 poäng vilket resulterade i en nionde plats i förarmästerskapet. 
Han var den förste som körde en sexhjulig bil, Tyrrell P34, vilket han gjorde i Spanien 1976. Hans bästa säsong var i 1976, då han kom sammanlagt fyra. 
Efter vinsten i Spanien 1979 skadade han sig svårt vid en glidflygningsolycka,  vilket också avslutade hans tävlingssäsong. Han kämpade sig tillbaka och året därpå gick han över till Alfa Romeo och hann köra åtta lopp för det stallet. Patrick Depailler omkom i en testolycka på Hockenheimring inför loppet i Tyskland 1980. Han var vid sin död gift och hade en son, Loïc Depailler.

## F1-karriär
| Säsong                | Stall/Tillverkare     | Placering             | Lopp | Poäng | Etta | Tvåa | Trea | Pole | Varv |
| --------------------- | --------------------- | --------------------- | ---- | ----- | ---- | ---- | ---- | ---- | ---- |
| 1972                  | Tyrrell-Ford          | -                     | 2    |       |      |      |      |      |      |
| 1974                  | Tyrrell-Ford          | 9                     | 15   | 14    |      | 1    |      | 1    | 1    |
| 1975                  | Tyrrell-Ford          | 9                     | 14   | 12    |      |      | 1    |      | 1    |
| 1976                  | Tyrrell-Ford          | 4                     | 16   | 39    |      | 5    | 2    |      | 1    |
| 1977                  | Tyrrell-Ford          | 9                     | 17   | 20    |      | 1    | 2    |      |      |
| 1978                  | Tyrrell-Ford          | 5                     | 16   | 34    | 1    | 2    | 2    |      |      |
| 1979                  | Ligier-Ford           | 6                     | 7    | 20    | 1    | 1    |      |      | 1    |
| 1980                  | Alfa Romeo            | †                     | 8    |       |      |      |      |      |      |
| Sammanlagt 8 säsonger | Sammanlagt 8 säsonger | Sammanlagt 8 säsonger | 95   | 139   | 2    | 10   | 7    | 1    | 4    |

| 1. Monaco 1978 2. Spanien 1979 |

| 1. Sverige 1974 2. Brasilien 1976 3. Sverige 1976 4. Frankrike 1976 5. Kanada 1976 6. Japan 1976 7. Kanada 1977 8. Sydafrika 1978 9. Österrike 1978 10. Brasilien 1979 |

| 1. Sydafrika 1975 2. USA West 1976 3. Monaco 1976 4. Sydafrika 1977 5. Japan 1977 6. Argentina 1978 7. USA West 1978 |

| 1. Sverige 1974                                              | \| 1. Sverige 1974 2. Monaco 1975 3. Kanada 1976 4. Monaco 1979 \| |
|                                                              |                                                                    |
| 1. Sverige 1974 2. Monaco 1975 3. Kanada 1976 4. Monaco 1979 |                                                                    |